# Meanguera del Golfo
Meanguera del Golfo é um município localizado no departamento de La Unión, em El Salvador.